# UCI ProTour de 2008
O UCI ProTour de 2008 foi a quarta edição do sistema UCI ProTour, no qual as equipas de categoria UCI ProTeam (primeira categoria) tiveram garantida e obrigada a participação em todas as carreiras com dita denominação de UCI ProTour.
A carreira do Tour Down Under foi acrescentada ao calendário, convertendo-se na primeira prova não europeia que se disputava no UCI ProTour (conquanto na Copa do Mundo já tinha tido provas não europeias) substituindo, em certa maneira, ao desaparecido Campeonato de Zurique.
Ademais este foi o primeiro ano de aplicativo do polémico método antidopagem do "passaporte biológico" de forma experimental para todas as equipas participantes nas carreiras UCI ProTour (excepto nos convites especiais de equipas nacionais) ainda que como as carreiras organizadas pelas Grandes Voltas se desmarcaram do ProTour e ao estar o método em forma experimetal os resultados não foram todo os bons que se desejaram e nesse ano não se afastou oficialmente a nenhum ciclista.
Devido às disputas entre a UCI e os organizadores das Grandes Voltas (ASO, RCS Sport e Unipublic), todas as carreiras organizadas por ditas empresas não entraram a fazer parte do calendário UCI ProTour. Pelo que além das três Grandes Voltas (Giro d'Italia, Tour de France e Volta a Espanha), as carreiras importantes organizadas por ditos organizadores como são Milão-Sanremo, Paris-Roubaix, Liège-Bastogne-Liège, Giro de Lombardia, Paris-Nice, Tirreno-Adriático, Flecha Valona e Paris-Tours também foram eliminadas do calendário.

## Equipas (18)
| - França (5) - Ag2r-La Mondiale - Bouygues Télécom - Cofidis, le Credit Par Téléphone - Crédit Agricole - Française des Jeux - Espanha (3) - Caisse d'Epargne - Euskaltel-Euskadi - Scott-American Beef | - Alemanha (2) - Gerolsteiner - Team Milram - Bélgica (2) - Quick Step - Silence-Lotto - Itália (2) - Lampre - Liquigas | - Dinamarca (1) - Team CSC - Estados Unidos (1) - Team High Road - Luxemburgo (1) - Astana - Países Baixos (1) - Rabobank |

A diferença das edições anteriores nas que qualquer equipa Profissional Continental (segunda categoria) podia ser convidado às carreiras UCI ProTour, ainda que sem poder pontuar, a partir desta edição só se pôde convidar àqueles que além de estar nessa categoria cumprissem uns requisitos no que uns dos principais era estar aderido ao passaporte biológico. Tal foi de modo que das 25 equipas registadas nessa categoria apenas puderam correr nestas carreiras 16 deles (ver Equipas Profissionais Continentais de 2008). As carreiras que se desvincularam do ProTour também adoptaram esta decisão, ainda que nas primeiras carreiras organizadas pela RCS Sport pôde participar um que não cumpria este requisito: a LPR Brakes (ver Passaporte biológico).

## Carreiras (17)
| Data                       | Carreira                     | Vencedor             | Equipa do vencedor |
| -------------------------- | ---------------------------- | -------------------- | ------------------ |
| 22-27 de janeiro           | Tour Down Under              | André Greipel        | High Road          |
| 6 de abril                 | Volta à Flandres             | Stijn Devolder       | Quick Step         |
| 7-12 de abril              | Volta ao País Basco          | Alberto Contador     | Astana             |
| 9 de abril                 | Gante-Wevelgem               | Óscar Freire         | Rabobank           |
| 20 de abril                | Amstel Gold Race             | Damiano Cunego       | Lampre             |
| 29 de abril-4 de maio      | Volta à Romandia             | Andreas Klöden       | Astana             |
| 19-25 de maio              | Volta à Catalunha            | Gustavo César Veloso | Karpin Galiza      |
| 8-15 de junho              | Critérium du Dauphiné Libéré | Alejandro Valverde   | Caisse d'Epargne   |
| 14-22 de junho             | Volta à Suíça                | Roman Kreuziger      | Liquigas           |
| 14 de junho                | Eindhoven CRE                | ----------           | ----------         |
| 2 de agosto                | Clássica de San Sebastián    | Alejandro Valverde   | Caisse d'Epargne   |
| 20-27 de agosto            | Eneco Tour                   | José Iván Gutiérrez  | Caisse d'Epargne   |
| 25 de agosto               | Grande Prêmio de Plouay      | Pierrick Fédrigo     | Bouygues Télécom   |
| 29 de agosto-6 de setembro | Volta à Alemanha             | Linus Gerdemann      | Columbia-High Road |
| 7 de setembro              | Vattenfall Cyclassics        | Robbie McEwen        | Silence-Lotto      |
| 14-20 de setembro          | Volta à Polónia              | Jens Voigt           | CSC                |

<references group="2008"}}
</small>

## Classificações finais

### Classificação individual
| Posição | Ciclista           | Equipa             | Pontos |
| ------- | ------------------ | ------------------ | ------ |
| 1       | Alejandro Valverde | Caisse d'Epargne   | 123    |
| 2       | Damiano Cunego     | Lampre             | 104    |
| 3       | Andreas Klöden     | Astana             | 96     |
| 4       | Roman Kreuziger    | Liquigas           | 94     |
| 5       | André Greipel      | Columbia-High Road | 93     |

### Classificação por equipas
| Posição | Equipa              | Pontos |
| ------- | ------------------- | ------ |
| 1       | Caisse d'Epargne    | 229    |
| 2       | Astana              | 226    |
| 3       | CSC                 | 180    |
| 4       | Liquigas            | 178    |
| 5       | Scott-American Beef | 177    |

### Classificação por países
| Posição | País      | Pontos |
| ------- | --------- | ------ |
| 1       | Espanha   | 374    |
| 2       | Alemanha  | 317    |
| 3       | Itália    | 295    |
| 4       | Austrália | 268    |
| 5       | Bélgica   | 216    |